# Bruno Guimarães
Pour les articles homonymes, voir Guimarães (homonymie).
Bruno Guimarães Rodrigues Moura, couramment appelé Bruno Guimarães, né le 16 novembre 1997 à Rio de Janeiro au Brésil, est un footballeur international brésilien qui évolue au poste de milieu défensif à Newcastle United.

## Biographie

### En club

#### Grêmio Osasco Audax (2015-2017)
Bruno Guimarães naît le 16 novembre 1997 dans le quartier de São Cristóvão, à Rio de Janeiro, au Brésil. Il commence sa carrière professionnelle à 17 ans avec le club du Grêmio Osasco Audax. Après avoir impressionné lors de la Copa São Paulo de Futebol Júnior, il est définitivement promu au sein de l'équipe première en 2017.
Le 11 mai 2017 de la même année, il rejoint l’Athletico Paranaense sous la forme d'un prêt jusqu'en avril 2018.

#### Athletico Paranaense (2017-2020)
Le 17 juin 2017, Bruno Guimarães fait ses débuts au sein du championnat brésilien lors d’une défaite de son club face à l'Atlético Goianiense, match au cours duquel il entre en deuxième mi-temps. Le 1er mars 2018, il est transféré définitivement au club de l'Athletico Paranaense où il signe un contrat de trois ans.
Le 10 mars 2018, il marque son premier but lors d’une victoire contre le Rio Branco-PR en Campeonato Paranaense, match au cours duquel il inscrit le quatrième but de l'Athletico Paranaense.
Par la suite, il devient un titulaire incontesté au sein de l’équipe dirigée par l’entraîneur Tiago Nunes (en). Lors de la saison 2018-2019, il participe à 43 matchs, marque 5 buts et offre 4 passes décisives. Ses performances lui valent de figurer dans l'équipe type du championnat brésilien au terme de la saison.
Le 5 février 2019, il renouvelle son contrat avec le club jusqu’en 2023.

#### Olympique lyonnais (2020-2022)
Le 30 janvier 2020, Bruno Guimarães rejoint le club de l'Olympique lyonnais pour un montant de 22 millions d'euros, auxquels s'ajoute un intéressement de 20 % sur un futur transfert. Le joueur y signe un contrat de quatre ans et demi et choisit son numéro fétiche, le 39 qu'il porte en hommage au numéro du taxi que conduisait son père au Brésil depuis la fin des années 1990. Également courtisé par l'Atlético de Madrid qui bénéficiait d'une priorité sur le joueur,, le joueur déclarera que les mots de Juninho ont influencé sa décision de rejoindre Lyon.
Le 21 février 2020, il étrenne pour la première fois ses nouvelles couleurs à l'occasion de la 26e journée de Ligue 1 et d'un déplacement au FC Metz (victoire, 0-2). Il joue son premier match de Ligue des champions cinq jours plus tard, débutant en tant que titulaire lors des huitièmes de finale aller face à la Juventus de Turin (victoire, 1-0), match durant lequel la qualité de sa prestation est remarquée.
Bien intégré au club, Bruno Guimarães n'hésite pas à se faire tatouer un lion sur le bras, à peine quelques jours après son arrivée. Quelques mois après son arrivée, il marque également son amour pour le club en apprenant rapidement le français. L'international brésilien réalise même ses conférences de presse dans la langue de Molière.
Le 29 novembre 2020, il marque son premier but avec l'Olympique lyonnais contre le Stade de Reims. Le 8 mai 2021, il inscrit son premier doublé sous le blason frappé du lion, contre le FC Lorient, contribuant ainsi à la large victoire lyonnaise 4-1.

#### Newcastle United (depuis 2022)
Le 30 janvier 2022, Bruno Guimarães quitte l'Olympique lyonnais. Il s'engage avec Newcastle United en paraphant un contrat de quatre ans et demi avec le club anglais. Le montant du transfert avec l'Olympique lyonnais est estimé à 53,5 millions d'euros dont 8 de bonus assorti de 20 % de la plus value sur un potentiel transfert ultérieur du joueur. 20 % du montant du transfert est destiné à l'Athletico Paranaense.
Le 7 octobre 2023, il prolonge son contrat avec les Magpies jusqu'en 2028,.

### En sélection
Bruno Guimarães intègre la sélection des moins de 23 ans brésilienne lors du tournoi de qualification pour les Jeux olympiques 2020. Lors du premier match du tournoi, il s'illustre en offrant une passe décisive à Paulinho permettant ainsi au Brésil de l'emporter face à Pérou (1-0). Au vu de ses bonnes performances, le sélectionneur André Jardine (en) décide de le nommer capitaine de la sélection. Il est par ailleurs élu meilleur joueur du tournoi de qualification pour les Jeux olympiques 2020 de Tokyo, qu'il remporte avec sa sélection.
Le 6 mars 2020, Bruno Guimarães est appelé pour la première fois par le sélectionneur Brésilien Tite pour les éliminatoires du Mondial 2022 contre la Bolivie et le Pérou. En novembre 2020, il effectue ses premières minutes sous le maillot 5 étoiles face à l'Uruguay, toujours dans le cadre des éliminatoires du Mondial 2022.
Le 7 novembre 2022, il est sélectionné par Tite pour participer à la Coupe du monde 2022 au Qatar, ce qui sera pour lui sa première grande compétition internationale. Le 10 mai 2024, il figure dans la liste des joueurs retenus par Dorival Júnior pour participer à la Copa América 2024.

## Vie privée
Bruno Guimarães possède la nationalité espagnole. Il apprend et maîtrise peu à peu le français à la suite de son passage à l'Olympique lyonnais.

## Profil de joueur
Interrogé par GloboEsporte, son ancien entraîneur Fernando Diniz le décrit comme un joueur « intelligent et technique ». Ses principales qualités sont sa polyvalence et sa qualité de balle au pied, ce qui lui permet de ressortir le ballon proprement sous la pression adverse.

## Statistiques détaillées

### Détaillées
| Saison                | Club                  | Championnat           | Championnat | Championnat | Championnat | Coupe nationale | Coupe nationale | Coupe nationale | Coupe de la Ligue | Coupe de la Ligue | Coupe de la Ligue | Compétition(s) continentale(s) | Compétition(s) continentale(s) | Compétition(s) continentale(s) | Compétition(s) continentale(s) | Championnat d'État | Championnat d'État | Championnat d'État | Supercoupe continentale | Supercoupe continentale | Supercoupe continentale | Total | Total | Total |
| Saison                | Club                  | Division              | M.          | B.          | P.d.        | M.              | B.              | P.d.            | M.                | B.                | P.d.              | Comp.                          | M.                             | B.                             | P.d.                           | M.                 | B.                 | P.d.               | M.                      | B.                      | P.d.                    | M.    | B.    | P.d.  |
| 2015                  | Audax                 | Serie A               | -           | -           | -           | -               | -               | -               | -                 | -                 | -                 | -                              | -                              | -                              | -                              | 1                  | 0                  | 0                  | -                       | -                       | -                       | 1     | 0     | 0     |
| 2016                  | Audax                 | Serie A               | -           | -           | -           | -               | -               | -               | -                 | -                 | -                 | -                              | -                              | -                              | -                              | -                  | -                  | -                  | -                       | -                       | -                       | 0     | 0     | 0     |
| 2017                  | Audax                 | Serie A               | -           | -           | -           | 1               | 0               | 0               | -                 | -                 | -                 | -                              | -                              | -                              | -                              | 7                  | 0                  | 0                  | -                       | -                       | -                       | 8     | 0     | 0     |
| Sous-total            | Sous-total            | Sous-total            | -           | -           | -           | 1               | 0               | 0               | -                 | -                 | -                 | -                              | -                              | -                              | -                              | 8                  | 0                  | 0                  | -                       | -                       | -                       | 9     | 0     | 0     |
| 2017                  | Athletico Paranaense  | Serie A               | 4           | 0           | 0           | 1               | 0               | 0               | -                 | -                 | -                 | CL                             | 1                              | 0                              | 0                              | 4                  | 0                  | 0                  | -                       | -                       | -                       | 10    | 0     | 0     |
| 2018                  | Athletico Paranaense  | Serie A               | 32          | 1           | 2           | 2               | 0               | 0               | -                 | -                 | -                 | CS                             | 11                             | 2                              | 0                              | 12                 | 2                  | 0                  | -                       | -                       | -                       | 57    | 5     | 2     |
| 2019                  | Athletico Paranaense  | Serie A               | 25          | 2           | 1           | 8               | 1               | 0               | -                 | -                 | -                 | CL+RS                          | 7+2                            | 2+0                            | 2+0                            | -                  | -                  | -                  | 1                       | 0                       | 0                       | 43    | 5     | 3     |
| Sous-total            | Sous-total            | Sous-total            | 61          | 3           | 3           | 11              | 1               | 0               | -                 | -                 | -                 | -                              | 21                             | 4                              | 2                              | 16                 | 2                  | 0                  | 1                       | 0                       | 0                       | 110   | 10    | 5     |
| 2019-2020             | Olympique lyonnais    | Ligue 1               | 3           | 0           | 0           | 1               | 0               | 0               | 1                 | 0                 | 0                 | C1                             | 4                              | 0                              | 0                              | -                  | -                  | -                  | -                       | -                       | -                       | 9     | 0     | 0     |
| 2020-2021             | Olympique lyonnais    | Ligue 1               | 33          | 3           | 1           | 4               | 0               | 1               | -                 | -                 | -                 | -                              | -                              | -                              | -                              | -                  | -                  | -                  | -                       | -                       | -                       | 37    | 3     | 2     |
| 2021-2022             | Olympique lyonnais    | Ligue 1               | 20          | 0           | 3           | -               | -               | -               | -                 | -                 | -                 | C3                             | 5                              | 0                              | 2                              | -                  | -                  | -                  | -                       | -                       | -                       | 25    | 0     | 5     |
| Sous-total            | Sous-total            | Sous-total            | 56          | 3           | 4           | 5               | 0               | 1               | 1                 | 0                 | 0                 | -                              | 9                              | 0                              | 2                              | -                  | -                  | -                  | -                       | -                       | -                       | 71    | 3     | 7     |
| 2021-2022             | Newcastle United      | Premier League        | 17          | 5           | 1           | -               | -               | -               | -                 | -                 | -                 | -                              | -                              | -                              | -                              | -                  | -                  | -                  | -                       | -                       | -                       | 17    | 5     | 1     |
| 2022-2023             | Newcastle United      | Premier League        | 32          | 3           | 4           | 1               | 1               | 0               | 7                 | 0                 | 0                 | -                              | -                              | -                              | -                              | -                  | -                  | -                  | -                       | -                       | -                       | 40    | 4     | 4     |
| 2023-2024             | Newcastle United      | Premier League        | 37          | 7           | 8           | 4               | 0               | 0               | 3                 | 0                 | 0                 | C1                             | 6                              | 0                              | 1                              | -                  | -                  | -                  | -                       | -                       | -                       | 50    | 7     | 9     |
| 2024-2025             | Newcastle United      | Premier League        | 38          | 5           | 6           | 3               | 0               | 1               | 6                 | 0                 | 1                 | -                              | -                              | -                              | -                              | -                  | -                  | -                  | -                       | -                       | -                       | 47    | 5     | 8     |
| 2025-2026             | Newcastle United      | Premier League        | 1           | 0           | 0           | -               | -               | -               | -                 | -                 | -                 | C1                             | -                              | -                              | -                              | -                  | -                  | -                  | -                       | -                       | -                       | 1     | 0     | 0     |
| Sous-total            | Sous-total            | Sous-total            | 125         | 21          | 19          | 8               | 1               | 1               | 16                | 0                 | 1                 | -                              | 6                              | 0                              | 1                              | -                  | -                  | -                  | -                       | -                       | -                       | 155   | 22    | 22    |
| Total sur la carrière | Total sur la carrière | Total sur la carrière | 242         | 26          | 27          | 25              | 2               | 2               | 17                | 0                 | 1                 | -                              | 36                             | 4                              | 5                              | 24                 | 2                  | 0                  | 1                       | 0                       | 0                       | 345   | 34    | 35    |

### En sélection nationale
| Saison                | Sélection             | Phases finales        | Phases finales | Phases finales | Phases finales | Éliminatoires CDM | Éliminatoires CDM | Éliminatoires CDM | Matchs amicaux | Matchs amicaux | Matchs amicaux | Total | Total | Total |
| Saison                | Sélection             | Compétition           | M              | B              | Pd             | M                 | B                 | Pd                | M              | B              | Pd             | M     | B     | Pd    |
| --------------------- | --------------------- | --------------------- | -------------- | -------------- | -------------- | ----------------- | ----------------- | ----------------- | -------------- | -------------- | -------------- | ----- | ----- | ----- |
| 2020-2021             | Brésil                | -                     | -              | -              | -              | 1                 | 0                 | 0                 | -              | -              | -              | 1     | 0     | 0     |
| 2021-2022             | Brésil                | -                     | -              | -              | -              | 5                 | 1                 | 3                 | 2              | 0              | 1              | 7     | 1     | 4     |
| 2022-2023             | Brésil                | Coupe du monde 2022   | 2              | 0              | 0              | -                 | -                 | -                 | 2              | 0              | 0              | 4     | 0     | 0     |
| 2023-2024             | Brésil                | Copa América 2024     | 4              | 0              | 0              | 6                 | 0                 | 1                 | 4              | 0              | 0              | 14    | 0     | 1     |
| 2024-2025             | Brésil                | -                     | -              | -              | -              | 9                 | 0                 | 1                 | -              | -              | -              | 9     | 0     | 1     |
| Total sur la carrière | Total sur la carrière | Total sur la carrière | 6              | 0              | 0              | 21                | 1                 | 5                 | 8              | 0              | 1              | 35    | 1     | 6     |

## Palmarès

### En club
| Athletico Paranaense (5) | Olympique lyonnais                       | Newcastle United (1)                                          | Brésil olympique (1)                       |
| --- | ---------------------------------------- | ------------------------------------------------------------- | ------------------------------------------ |
| - Copa Sudamericana - Vainqueur en 2018. - Recopa Sudamericana - Vainqueur en 2019. - Coupe du Brésil - Vainqueur en 2019. - Coupe Suruga Bank - Vainqueur en 2019. - Championnat du Paraná - Champion en 2018 et 2019 | - Coupe de la Ligue - Finaliste en 2020. | - Coupe de la Ligue - Vainqueur en 2025. - Finaliste en 2023. | - Jeux olympiques - Médaille d'Or en 2020. |

### Distinctions individuelles
- Trophée du meilleur joueur du Tournoi de qualification pour les Jeux olympiques 2020 de Tokyo[26].
- Trophée Ligue 1 Conforama de l'homme du match[27] (Olympique lyonnais - Saint-Étienne).
- Trophée Brasileirão 2019 du meilleur milieu de terrain[28].